# Mirko Lüdemann
Pour les articles homonymes, voir Lüdemann.
Mirko Lüdemann, né le 15 décembre 1973 à Weißwasser en République démocratique allemande, est un joueur professionnel allemand de hockey sur glace. Il évolue en tant que défenseur pour les Kölner Haie de la Deutsche Eishockey-Liga (DEL).

## Carrière
La carrière de Mirko Lüdemann a commencé dans les équipes de jeunes du club de Weißwasser. En 1991, il part pour le Canada et joue deux saisons dans l'équipe junior de Fort McMurray. Au lieu de chercher ensuite une place en Ligue nationale de hockey, Lüdemann revient en Allemagne en 1993 et signe avec le Kölner EC.
En 1995, il remporte avec Cologne le titre de champion d'Allemagne, le septième du club, après une victoire en finale contre Landshut. Lors des saisons qui suivent, il s'impose comme le meilleur défenseur allemand de la DEL grâce à ses qualités offensives et à la régularité de ses performances. Après deux places de vice-champion en 1996 et 2000 et une victoire en Coupe Spengler en 1999, il devient champion d'Allemagne pour la deuxième fois en 2002, en battant Mannheim en finale.
En 2004, après 132 sélections en équipe d'Allemagne, il prend sa retraite internationale pour se concentrer sur le championnat et son club de Cologne. Lors de la saison 2005-06, il dispute son 691e match avec Cologne et devient le joueur ayant disputé le plus de parties pour le club, dépassant Peppi Heiß.
Sous le maillot de l'équipe d'Allemagne, il a participé aux Jeux olympiques de 1994, 1998 et 2002, à huit championnats du monde et à deux coupes du monde.

## Statistiques
| Saison    | Équipe                      | Ligue   |    | Saison régulière | Saison régulière | Saison régulière | Saison régulière | Saison régulière |   | Séries éliminatoires | Séries éliminatoires | Séries éliminatoires | Séries éliminatoires | Séries éliminatoires |
| Saison    | Équipe                      | Ligue   | PJ | B                | A                | Pts              | Pun              | PJ               | B | A                    | Pts                  | Pun                  |                      |                      |
| 1990-1991 | ES Jungfüchse Weißwasser    | Juniors | 8  | 2                | 6                | 8                | 6                |                  |   |                      |                      |                      |                      |                      |
| 1990-1991 | Oil Barons de Fort McMurray | LHJA    |    |                  |                  |                  |                  |                  |   |                      |                      |                      |                      |                      |
| 1991-1992 | Oil Barons de Fort McMurray | LHJA    |    |                  |                  |                  |                  |                  |   |                      |                      |                      |                      |                      |
| 1992-1993 | Oil Barons de Fort McMurray | LHJA    |    |                  |                  |                  |                  |                  |   |                      |                      |                      |                      |                      |
| 1993-1994 | Kölner Haie                 | DEL     | 38 | 5                | 7                | 12               | 14               | 5                | 0 | 2                    | 2                    | 4                    |                      |                      |
| 1994-1995 | Kölner Haie                 | DEL     | 42 | 8                | 12               | 20               | 46               | 17               | 2 | 4                    | 6                    | 20                   |                      |                      |
| 1995-1996 | Kölner Haie                 | DEL     | 44 | 7                | 27               | 34               | 30               | -                | - | -                    | -                    | -                    |                      |                      |
| 1996-1997 | Kölner Haie                 | DEL     | 46 | 13               | 14               | 27               | 36               | -                | - | -                    | -                    | -                    |                      |                      |
| 1997-1998 | Kölner Haie                 | DEL     | 39 | 8                | 14               | 22               | 34               | -                | - | -                    | -                    | -                    |                      |                      |
| 1998-1999 | Kölner Haie                 | DEL     | 43 | 12               | 15               | 27               | 28               | -                | - | -                    | -                    | -                    |                      |                      |
| 1999-2000 | Kölner Haie                 | DEL     | 48 | 8                | 15               | 23               | 28               | 10               | 1 | 3                    | 4                    | 2                    |                      |                      |
| 2000-2001 | Kölner Haie                 | DEL     | 43 | 4                | 16               | 20               | 18               | 3                | 0 | 0                    | 0                    | 0                    |                      |                      |
| 2001-2002 | Kölner Haie                 | DEL     | 49 | 11               | 7                | 18               | 26               | 13               | 1 | 3                    | 4                    | 4                    |                      |                      |
| 2002-2003 | Kölner Haie                 | DEL     | 40 | 7                | 19               | 26               | 34               | 15               | 6 | 1                    | 7                    | 10                   |                      |                      |
| 2003-2004 | Kölner Haie                 | DEL     | 51 | 8                | 23               | 31               | 63               | 6                | 2 | 0                    | 2                    | 2                    |                      |                      |
| 2004-2005 | Kölner Haie                 | DEL     | 52 | 8                | 16               | 24               | 28               | 7                | 0 | 4                    | 4                    | 6                    |                      |                      |
| 2005-2006 | Kölner Haie                 | DEL     | 47 | 9                | 30               | 39               | 34               | 9                | 1 | 1                    | 2                    | 14                   |                      |                      |
| 2006-2007 | Kölner Haie                 | DEL     | 45 | 15               | 19               | 34               | 26               | 9                | 1 | 5                    | 6                    | 4                    |                      |                      |
| 2007-2008 | Kölner Haie                 | DEL     | 41 | 7                | 18               | 25               | 18               | 14               | 3 | 9                    | 12                   | 10                   |                      |                      |
| 2008-2009 | Kölner Haie                 | DEL     | 49 | 8                | 12               | 20               | 18               | -                | - | -                    | -                    | -                    |                      |                      |
| 2009-2010 | Kölner Haie                 | DEL     | 43 | 5                | 15               | 20               | 38               | 3                | 0 | 1                    | 1                    | 0                    |                      |                      |
| 2010-2011 | Kölner Haie                 | DEL     | 49 | 3                | 18               | 21               | 18               | 5                | 0 | 2                    | 2                    | 0                    |                      |                      |
| 2011-2012 | Kölner Haie                 | DEL     | 51 | 2                | 9                | 11               | 26               | 2                | 0 | 0                    | 0                    | 0                    |                      |                      |
| 2012-2013 | Kölner Haie                 | DEL     | 45 | 4                | 6                | 10               | 12               | 12               | 0 | 2                    | 2                    | 4                    |                      |                      |
| 2013-2014 | Kölner Haie                 | DEL     | 51 | 4                | 10               | 14               | 16               | 17               | 3 | 0                    | 3                    | 4                    |                      |                      |
| 2014-2015 | Kölner Haie                 | DEL     | 50 | 0                | 6                | 6                | 14               | 6                | 0 | 2                    | 2                    | 6                    |                      |                      |
| 2015-2016 | Kölner Haie                 | DEL     | 48 | 1                | 5                | 6                | 12               | 15               | 1 | 0                    | 1                    | 0                    |                      |                      |